# Ca' Donà
Ca' Donà  (« Maison Donà », le terme Ca’ vient du dialecte vénitien qui signifie « maison » 
équivalent du mot casa en italien) est un palais situé à Venise  dans le sestiere de San Polo, sur le Campo San Polo. 